# Vargem Alta (ort)
Vargem Alta är en ort i Brasilien.   Den ligger i kommunen Vargem Alta och delstaten Espírito Santo, i den sydöstra delen av landet, 900 km sydost om huvudstaden Brasília. Vargem Alta ligger 604 meter över havet och antalet invånare är 4 672.
Terrängen runt Vargem Alta är kuperad. Närmaste större samhälle är Castelo, 19,9 km väster om Vargem Alta.
I omgivningarna runt Vargem Alta växer i huvudsak städsegrön lövskog. Runt Vargem Alta är det ganska glesbefolkat, med 35 invånare per kvadratkilometer.